# ロマンスは別冊付録
『ロマンスは別冊付録』（ロマンスはべっさつふろく、朝: 로맨스는 별책부록）は、韓国のtvNにて2019年1月26日から同年3月17日に放送されたテレビドラマ。全16話。現在、動画配信サービスのNetflixで全話配信されている。

## あらすじ
出版社を背景に本を作る人々の物語を描くラブコメディ。高いスペックを持つ経歴断絶女性カン・ダニ（イ・ナヨン）と、文学界のアイドルと呼ばれる“スター作家”チャ・ウノ（イ・ジョンソク）。人生第2幕を始めるカン・ダニと特別な縁で結ばれたチャ・ウノが作り上げる“ロマンチックチャプター”。

## キャスト

### 主要人物
カン・ダニ
演：イ・ナヨン
スペックは華やかだが経歴が途絶えている女性。
チャ・ウノ
演：イ・ジョンソク
“文壇のアイドル”と呼ばれる天才作家で出版社の最年少編集長。
ソン・ヘリン
演：チョン・ユジン
出版社ギョルの将来有望なコンテンツ開発部編集チームの係長。
チ・ソジュン
演：ウィ・ハジュン
優しい魅力のストレートな男。

### キョル出版の人たち
キム・ジェミン
演：キム・テウ 
非凡なオーラを放つギョルの代表。
コ・ユソン
演：キム・ユミ
冷徹なカリスマ性を持つギョルの取締役。
ホン・ジホン
演：チョ・ハンチョル
熱いハートを持っているベテラン編集者。
ソ・ヨンア
演：キム・ソニョン
クールな現実主義者のワーキングマザー。
パク・フン
演：カン・ギドゥン
世渡り上手の新入社員。
オ・ジユル
演：パク・ギュヨン
世間知らずの新入社員。
チェ・ソンイ
演：イ・ハウン

### その他の人物
ホン・ドンミン
演：オ・ウィシク
ホン・ジェヒ
演：イ・ジウォン

## 放送日程
| 放送話 | 韓国放送日    | 韓国視聴率 | 韓国視聴率 | 参考   |
| 放送話 | 韓国放送日    | 全国       | 首都圏     | 参考   |
| ------ | ------------- | ---------- | ---------- | ------ |
| 第1話  | 2019年1月26日 | 4.280％    | 4.937％    | [ 12 ] |
| 第2話  | 2019年1月27日 | 4.420% ↑   | 5.466% ↑   | [ 13 ] |
| 第3話  | 2019年2月2日  | 4.385% ↓   | 5.355% ↓   | [ 14 ] |
| 第4話  | 2019年2月3日  | 4.256% ↓   | 5.155% ↓   | [ 15 ] |
| 第5話  | 2019年2月9日  | 4.436% ↑   | 5.601% ↑   | [ 16 ] |
| 第6話  | 2019年2月10日 | 5.064% ↑   | 6.468% ↑   | [ 17 ] |
| 第7話  | 2019年2月16日 | 4.962% ↓   | 6.073% ↓   | [ 18 ] |
| 第8話  | 2019年2月17日 | 5.378% ↑   | 6.857% ↑   | [ 19 ] |
| 第9話  | 2019年2月23日 | 5.8% ↑     | -          | [ 20 ] |
| 第10話 | 2019年2月24日 | 5.822% ↑   | 7.139% ↑   | [ 21 ] |
| 第11話 | 2019年3月2日  | 5.029% ↓   | 5.963% ↓   | [ 22 ] |
| 第12話 | 2019年3月3日  | 5.238% ↑   | 6.396% ↑   | [ 23 ] |
| 第13話 | 2019年3月9日  | 5.329% ↓   | 6.336% ↓   | [ 24 ] |
| 第14話 | 2019年3月10日 | 6.345% ↑   | 7.753% ↑   | [ 25 ] |
| 第15話 | 2019年3月16日 | 5.018% ↓   | 6.166% ↓   | [ 26 ] |
| 第16話 | 2019年3月17日 | 6.651% ↑   | 8.177% ↑   | [ 27 ] |

## OST
| Part   | 発売日        | 楽曲                                            | アーティスト         |
| ------ | ------------- | ----------------------------------------------- | -------------------- |
| Part.1 | 2019年2月3日  | 나는 볼 수 없던 이야기 (A Story I Couldn't See) | JANNABI              |
| Part.2 | 2019年2月10日 | 레인보우 (Rainbow)                              | Rothy                |
| Part.3 | 2019年2月17日 | 그대만 떠올라 (All I Do)                        | ロイ・キム           |
| Part.4 | 2019年2月24日 | I Pray                                          | Motte                |
| Part.5 | 2019年3月3日  | 어떤 날 (Some Day)                              | The Black Skirts     |
| Part.6 | 2019年3月9日  | 너라는 책 (A Book Of You)                       | ソン・ホヨン (g.o.d) |
| Part.7 | 2019年3月10日 | 너의 모든 기억속에 (Close I'll Be)              | キム・ナヨン         |
| Part.8 | 2019年3月16日 | Happy End                                       | SAya、キム・ギウォン |
| Part.8 | 2019年3月16日 | You're Beautiful                                | Will Bug             |
| Part.8 | 2019年3月16日 | Walking On Sunshine                             | SAya                 |

「ロマンスは別冊付録」オリジナル・サウンドトラック（２枚組）
　2019年3月17日に韓国にて発売。

## 賞とノミネート
| 年度 | 賞                            | カテゴリー       | 受賞者         | 結果       |
| ---- | ----------------------------- | ---------------- | -------------- | ---------- |
| 2019 | 第55回百想芸術大賞            | 最優秀新人俳優賞 | ウィ・ハジュン | ノミネート |
| 2019 | 第21回Mnet Asian Music Awards | 最優秀OST賞      | JANNABI        | ノミネート |